# Paralastor lachensis
Paralastor lachensis är en stekelart som först beskrevs av Henri Saussure 1853.  Paralastor lachensis ingår i släktet Paralastor och familjen Eumenidae. Inga underarter finns listade i Catalogue of Life.